# Oklahoma! (film, 1955)
Az Oklahoma! egy 1955-ben bemutatott amerikai filmmusical, amit Fred Zinnemann rendezett. A film főszerepében Gordon MacRae, Shirley Jones, Gloria Grahame és Rod Steiger. A forgatókönyv Richard Rodgers és Oscar Hammerstein azonos című musicalje alapján készült.
A filmet 1955. október 11-én mutatták be az Egyesült Államokban a Todd-AO forgalmazásában. 1956. november 16-án a Cinemascope változatát vetítették. A filmmusicalnek magyar bemutatója nem volt.
A produkciót négy Oscar-díjra jelölték a 28. Oscar-gálán, amelyből elnyerte a legjobb hangnak és a legjobb eredeti filmzenének járó díjat. Az Oklahoma! 2007 óta az Amerikai Filmarchívum része, és nemzeti kincsként tartják megőrzésre.

## Cselekmény
Curly McLain, a cowboy, az utolsó pillanatban hívja el Laureyt az aznap esti partira. A partin a lányok piknikkosarait árusítják, hogy az iskolának gyűjtsenek pénzt (box social). Laurey csalódott, amiért Curly ilyen sokáig megváratta, ezért visszautasítja, és Eller néni segédjével, Jud Fryjal megy helyette.
Egy másik cowboy, Will Parker, megérkezik vonattal Kansasből, hogy nőül kérje szerelmét, Ado Annie-t. Annie apja, a farmer Andrew, azt a feltételt szabta ki a házasságra, hogy Willnek keresnie kell 50 dollárt. Will azonban az 50 dollárból Annie-nek vett ajándékokat, így Andrew nem fogadja el a lánykérést. Annie ezalatt nem tud választani a vándorkereskedő Ali Hakim és Will között.
A városlakók Eller néni tanyáján gyűlnek össze, hogy készülődjenek. A kacér Gertie Cummings Curlyt próbálja behálózni, ami féltékennyé teszi Laureyt. Curly újból elhívja Laureyt a partira, de a lány fél Judtól, ezért nemet mond. Curly összevitázik Juddal, aminek következtében mindkét férfi elsüti a fegyverét. Jud megfenyegeti Laureyt, hogy ne merje magát meggondolni, a lány kétségbeesésében repülősót szippant, hogy álmában útmutatást kapjon. Laurey álmában feleségül megy Curleyhez, de Jud megöli vőlegényét.
Jud megérkezik Laureyért, és a lovaskocsin megpróbálja megcsókolni. Laurey ijedtében a lovak közé csap, és elvágtatnak. Miután Judnak sikerül megfékezi őket, Laurey elhajt a kocsival és hátrahagyja a férfit. Andrew Ali Hakimhoz akarja adni Annie-t, aki ijedtében, hogy be akarják kötni a fejét, felvásárolja Will ajándékait, így a férfinak ismét összegyűlt az 50 dollár.
A partin Eller néni a cowboyok és a farmerek barátságát ösztönzi. Amikor elkezdődik a piknikkosarak árverése, Will majdnem kiadja az 50 dollárját Annie kosarára, Ali Hakim azonban szándékosan túllicitálja Willt. Curly és Jud pedig licitháborúba keveredik Laurey kosaráért. Curly végül eladja a nyergét, a lovát és a fegyverét is, amivel elnyeri a kosarat. Laurey kirúgja Judot, Jud azonban gúnyosan megjegyzi, hogy sosem fog tőle megszabadulni. Amikor Laurey elmondja Curlynek, hogy mi történt, a férfi felajánlja, hogy a védelmük érdekében a farmjukon éjszakázik, és feleségül is kéri.
Curly és Laurey esküvője után megjelenik Jud, és felgyújtja a szénabálákat. Jud késsel fenyegeti Curlyt, de mikor Curly leugrik, hogy megverekedjen vele, a kés Judba fúródik, és meghal. A halálhírre megjelenik a seriff, akit a városiak gyors tárgyalásra kényszerítenek, hogy Curly és Laurey elmehessenek nászútra. A rövid tárgyaláson megállapítják, hogy Curly önvédelmet gyakorolt, így ártatlan, Laurey és Curly így elkocsikázhatnak, hogy nászutat tartsanak.

## Szereplők
| Szerep           | Színész             |
| ---------------- | ------------------- |
| Curly McLain     | Gordon MacRae       |
| Laurey Williams  | Shirley Jones       |
| Will Parker      | Gene Nelson         |
| Ado Annie Carnes | Gloria Grahame      |
| Eller néni       | Charlotte Greenwood |
| Jud Fry          | Rod Steiger         |
| Ali Hakim        | Eddie Albert        |
| Andrew Carnes    | James Whitmore      |
| Gertie Cummings  | Barbara Lawrence    |
| Skidmore         | Jay C. Flippen      |
| Marshal          | Roy Barcroft        |
| Curly táncosa    | James Mitchell      |
| Laurey táncosa   | Bambi Linn          |

## Fogadtatás
A film kedvező kritikákat kapott. A Rotten Tomatoeson 86%-os minősítést ért el 29 vélemény alapján. A Variety azt írta: „A Todd-AO-eljáráshoz használt széles vászon növeli a gyártási terjedelmet és a vizuális nagyságot, és lélegzetelállító látványt nyújt a kék égbolt és a zöld préri látványával.” Bosley Crowther a New York Timestól azt írta: „Az Oklahoma! olyan testet öltött ebben a filmben, amely vitalitásban, ékesszólásban és dallamosságban felér bármelyik musicallel, amelyet kritikus valaha is látott.” Douglas Pratt a Hollywood Reportertől azt írta: „A film olyan sokrétegű, hogy a többszöri megtekintés kényszerűvé válik - azt hiszed, hogy minden ott van előtted, de minden alkalommal, amikor újra megnézed, észreveszel még valamit, és azzal a vággyal fejezed be, hogy újra vissza akarsz menni.”
A MetaCritic 74 pontot adott a 100-ból 15 értékelés alapján. Peter Bradshaw a Guardiantől azt írta: „Nagyon kevés film vagy színdarab képes túlélni azt a bélyeget, hogy a cím után felkiáltójel van, de Fred Zinnemann Rodgers és Hammerstein musicaljének eredetileg 1955-ben bemutatott nagyvásznas változata még mindig rendelkezik némi szellős bájjal és robusztus amerikai zenével, a hatalmas felhőkkel borított Cinemascope égbolt alatt.” Dave Kehr a Chicago Readertől azt írta: „A film egyik közömbösen előadott számtól a másikig hebeg és zakatol.” Patrick Peters az Empire-től azt írta: „[A film] egy zseniális musical, amely még ma is frissnek hat.”
A film bevételéről és költségvetéséről nincs elérhető információ a Box Office Mojón.

## Zene
| Oklahoma! eredeti filmzene | Oklahoma! eredeti filmzene                | Oklahoma! eredeti filmzene             | Oklahoma! eredeti filmzene                                              | Oklahoma! eredeti filmzene | Oklahoma! eredeti filmzene | Oklahoma! eredeti filmzene | Oklahoma! eredeti filmzene | Oklahoma! eredeti filmzene | Oklahoma! eredeti filmzene |
|                            | Cím                                       | Szerző(k)                              | Előadó(k)                                                               | Hossz                      |                            |                            |                            |                            |                            |
| -------------------------- | ----------------------------------------- | -------------------------------------- | ----------------------------------------------------------------------- | -------------------------- | -------------------------- | -------------------------- | -------------------------- | -------------------------- | -------------------------- |
| 1.                         | "Overture"                                | Oscar Hammerstein II · Richard Rodgers | zenekar                                                                 | 2:55                       |                            |                            |                            |                            |                            |
| 2.                         | "Main Title Oklahoma"                     | Hammerstein II · Rodgers               | zenekar                                                                 | 2:53                       |                            |                            |                            |                            |                            |
| 3.                         | "Oh What A Beautiful Mornin'"             | Hammerstein II · Rodgers               | Gordon MacRae                                                           | 2:33                       |                            |                            |                            |                            |                            |
| 4.                         | "The Surrey With The Fringe on Top"       | Hammerstein II · Rodgers               | MacRae · Shirley Jones · Charlotte Greenwood                            | 2:30                       |                            |                            |                            |                            |                            |
| 5.                         | "Kansas City"                             | Hammerstein II · Rodgers               | Gene Wilson · Greenwood                                                 | 2:30                       |                            |                            |                            |                            |                            |
| 6.                         | "Kansas City Ballet"                      | Hammerstein II · Rodgers               | zenekar                                                                 | 2:25                       |                            |                            |                            |                            |                            |
| 7.                         | "I Cain't Say No"                         | Hammerstein II · Rodgers               | Gloria Grahame                                                          | 3:11                       |                            |                            |                            |                            |                            |
| 8.                         | "Many A New Day"                          | Hammerstein II · Rodgers               | Jones                                                                   | 3:06                       |                            |                            |                            |                            |                            |
| 9.                         | "Many A New Day Ballet"                   | Hammerstein II · Rodgers               | zenekar                                                                 | 3:34                       |                            |                            |                            |                            |                            |
| 10.                        | "People Will Say We're In Love"           | Hammerstein II · Rodgers               | MacRae · Jones                                                          | 4:21                       |                            |                            |                            |                            |                            |
| 11.                        | "Pore Jud Is Daid"                        | Hammerstein II · Rodgers               | MacRae · Rod Steiger                                                    | 4:17                       |                            |                            |                            |                            |                            |
| 12.                        | "Out of My Dreams"                        | Hammerstein II · Rodgers               | Jones                                                                   | 2:33                       |                            |                            |                            |                            |                            |
| 13.                        | "Out of My Dreams Ballet"                 | Hammerstein II · Rodgers               | zenekar                                                                 | 14:11                      |                            |                            |                            |                            |                            |
| 14.                        | "Entr'acte"                               | Hammerstein II · Rodgers               | zenekar                                                                 | 1:28                       |                            |                            |                            |                            |                            |
| 15.                        | "The Farmer And The Cowman"               | Hammerstein II · Rodgers               | MacRae · Greenwood · Nelson · Grahame · James Whitmore · Jay C. Flippen | 3:21                       |                            |                            |                            |                            |                            |
| 16.                        | "The Farmer And The Cowman Ballet"        | Hammerstein II · Rodgers               | zenekar                                                                 | 1:17                       |                            |                            |                            |                            |                            |
| 17.                        | "All Er Nuthin'"                          | Hammerstein II · Rodgers               | Nelson · Grahame                                                        | 2:54                       |                            |                            |                            |                            |                            |
| 18.                        | "All Er Nuthin' Ballet"                   | Hammerstein II · Rodgers               | zenekar                                                                 | 1:52                       |                            |                            |                            |                            |                            |
| 19.                        | "People Will Say We're In Love (Reprise)" | Hammerstein II · Rodgers               | MacRae · Jones                                                          | 1:41                       |                            |                            |                            |                            |                            |
| 20.                        | "Oklahoma"                                | Hammerstein II · Rodgers               | MacRae · Jones · Greenwood                                              | 3:17                       |                            |                            |                            |                            |                            |
| 21.                        | "Finale: Oh, What A Beautiful Mornin'"    | Hammerstein II · Rodgers               | MacRae · Jones                                                          | 1:45                       |                            |                            |                            |                            |                            |
| 22.                        | "Overture"                                | Hammerstein II · Rodgers               | zenekar                                                                 | 4:51                       |                            |                            |                            |                            |                            |
| 01:16:29                   |                                           |                                        |                                                                         |                            |                            |                            |                            |                            |                            |

## Fontosabb díjak és jelölések
| Esemény        | Díj       | Kategória                | Eredmény |
| -------------- | --------- | ------------------------ | -------- |
| 28. Oscar-gála | Oscar-díj | Legjobb operatőr         | Jelölve  |
| 28. Oscar-gála | Oscar-díj | Legjobb hang             | Elnyerte |
| 28. Oscar-gála | Oscar-díj | Legjobb vágás            | Jelölve  |
| 28. Oscar-gála | Oscar-díj | Legjobb eredeti filmzene | Elnyerte |